# 人民革命政府 (格林纳达)
人民革命政府（英語：People's Revolutionary Government，缩写为PRG）是1979年3月13日新宝石运动发动推翻格林纳达政府的革命后建立的社会主义政权。 该革命政府废止了当时宪法并通过法令进行裁决，直到1983年10月25日爆发派系冲突，最终导致美国军事干预。

## 历史
莫里斯·毕晓普领导的新宝石运动是20世纪70年代格林纳达的主要反对党。1979年，新宝石运动推翻了自1974年独立以来一直统治该国的埃里克·盖里政府，随后发起了对格林纳达广播电台，警察营房和其他各个关键地点的武装占领，盖里当时正在国外旅行访问。武装占领是由人民革命军进行的，该军事组织是新宝石运动秘密组建的。
新宝石运动暂停宪法并颁布新的法律。莫里斯·毕晓普宣布成立人民革命政府广播电台，组织新内阁，由以莫里斯为总理的革命政府管理国家。除新宝石运动外的所有政治组织都被禁止，此后新宝石运动的成员资格受到严格控制。
人民革命政府与古巴政府建立了密切关系，古巴开始援助建设一个大型国际机场。
在毕晓普任职期间，扫盲和健康统计数据有了显著改善，同时致力于发展基础设施，特别是修建新道路。但经济上，这个时期，由于严重依赖种植业和旅游业，受到飓风和出口价格下跌的双重影响。人民革命政府扩大了国家对经济的控制，贸易、基础设施和非农业企业在很大程度上被国有化，政府监督农产品出口。人民革命政府旨在发展由国有部门主导的混合经济，以取代之前实行的市场经济，试图促成向社会主义的快速过渡。尽管有来自其他加勒比国家或社会主义体制国家的顾问，但人民革命政府无法建立真正的计划经济，价格与供需普遍不同步。虽然人民革命政府为农民和农业合作社建立了金融和设备贷款制度，但由于缺乏自然资源、合格人才、技术和制造业，加上飓风和出口价格下跌的多重影响，1979年至1983年期间，格林纳达经济功能整体上失调，经济环境恶化，计划经济未能实现既定目标。
1983年，内部危机发生在人民革命政府中央委员会内部。副总理伯纳德·科尔德是强硬的军国主义者，其领导的一个派别团体试图说服毕晓普与科尔德签订权力分享协议。最终科尔德将毕晓普软禁并控制了人民革命政府。毕晓普的撤职导致了该国不同地区的大规模民众示威活动。在其中一次示威过程中，毕晓普被人群释放，最终到达鲁珀特堡的人民革命政府的总部。
来自弗雷德里克堡的人民革命军的一个部队被派往鲁珀特堡。该部队与鲁珀特堡的平民之间的战斗爆发导致许多人死亡。之后，毕晓普和其他七人，包括几名内阁部长，被围捕并处决。
在毕晓普被处决后，由哈德森·奥斯汀将军领导的一个名为革命军事委员会的新政权成立，以统治国家，人民革命政府不复存在。这个政府名义上统治了六天，随后美国趁乱入侵格林纳达。